# Benedikt Paulun

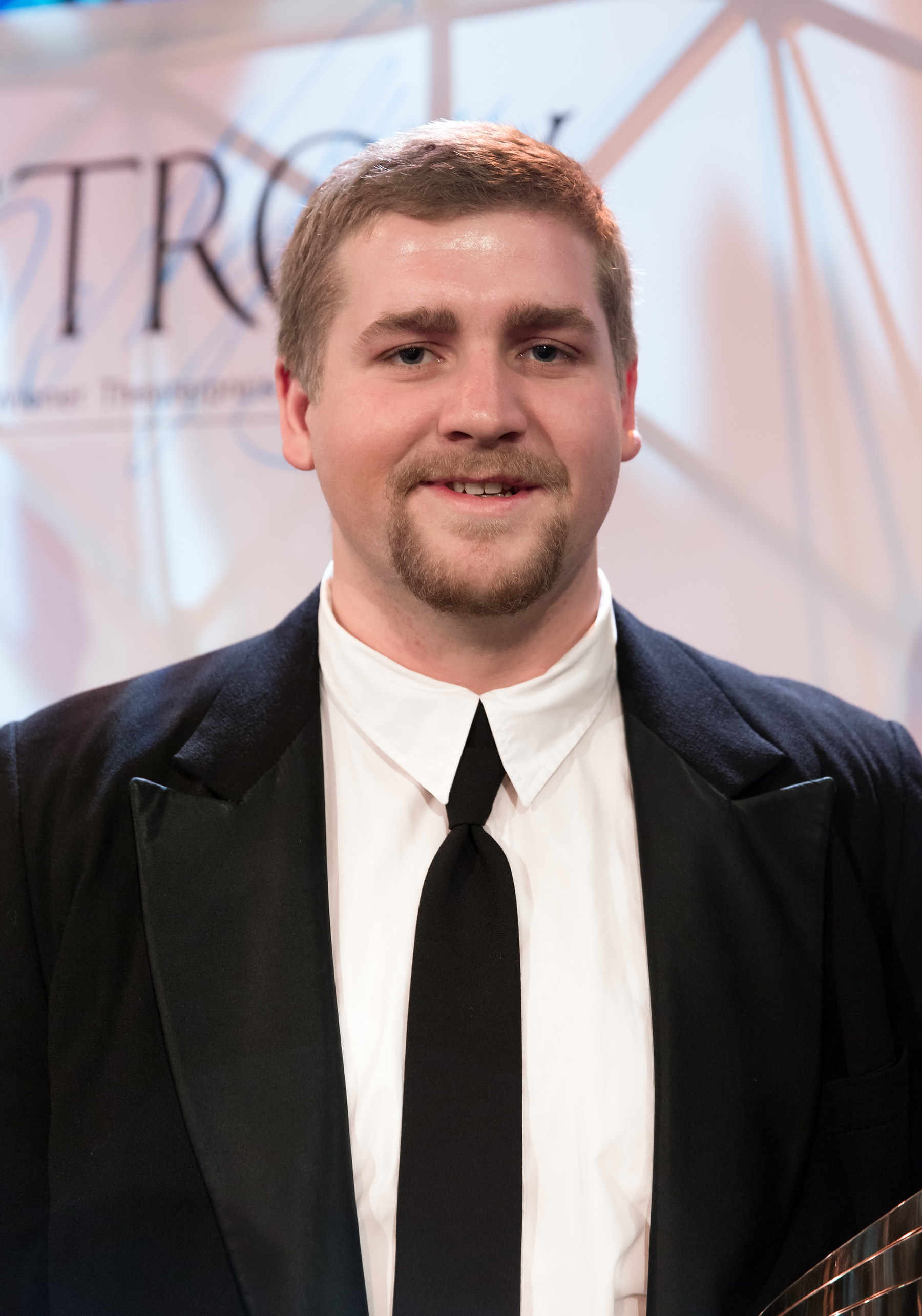
Benedikt Paulun (2015)

Benedikt Paulun (* 1990 in Pfaffenhofen an der Ilm) ist ein deutscher Schauspieler.

## Leben
Benedikt Paulun wuchs in Völklingen auf. Erste Theatererfahrungen machte er von 2010 bis 2012 am Theater Überzwerg. Von 2012 bis 2016 studierte er Schauspiel an der Konservatorium Wien Privatuniversität. Rollenunterricht erhielt er unter anderem bei Markus Meyer und Katharina Stemberger, Unterricht im Camera acting bei Susi Stach.
2014 war er als Bill Kingsley in Nennt mich nicht Ismael am Wiener Theater der Jugend in einer Inszenierung von Stefan Berendt zu sehen. Im Rahmen der Verleihung des Nestroy-Theaterpreises 2015 wurde er für seine Darstellung des Max in Freak unter der Regie von Sandra Cervik am Theater der Jugend als bester Nachwuchsschauspieler ausgezeichnet.
Im Februar 2016 wirkte er an der Uraufführung von Peter Handkes Die Unschuldigen, ich und die Unbekannte, am Rande der Landstraße am Wiener Burgtheater unter der Regie von Claus Peymann mit. In der Saison 2016/17 war er am Stadttheater Klagenfurt zu sehen, etwa als Mortimer in Maria Stuart und in der österreichischen Erstaufführung von Wut von Elfriede Jelinek.
2017 wurde er Ensemblemitglied am Theater Ulm, wo er unter anderem in Apathisch für Anfänger von Jonas Hassen Khemiri, als Unteroffizier Stefan Dorsch in Die lächerliche Finsternis, als Kardinal Bourchier in Die Krönung Richards III. von Hans Henny Jahnn und als Camille Chandebise in Der Floh im Ohr von Georges Feydeau zu sehen war. In der Saison 2018/19 wirkte er dort unter anderem an der Uraufführung von Aufstieg und Fall des Uli H. – Eine deutsche Wurstiade mit und spielt in der Bühnenfassung von Zeit der Kannibalen den Unternehmensberater Frank Öllers, 2019 hatte er in Benefiz — Jeder rettet einen Afrikaner von Ingrid Lausund als Leo Premiere.

## Filmografie (Auswahl)
- 2010: Tatort: Hilflos
- 2015: Viktor (Kurzfilm, Regie: Nils Neuer)
- 2015: Wolfman Solutions
- 2021: Märtyrer der Strebsamkeit (Kurzfilm, Regie: Alexander Peskador)

## Auszeichnungen
- 2015: Nestroy-Theaterpreis in der Kategorie bester Nachwuchsschauspieler  für seine Darstellung des Max in Freak am Theater der Jugend in Wien[4]
- 2023: Kinder- und Jugendhörbuchpreis der Landeshauptstadt Wiesbaden für seine Sprecherleistung in der Hörbuchproduktion Vor uns das Meer nach einem Roman von Alan Gratz[11]